# Chiesa dei Santi Filippo e Giacomo (Gavardo)
La chiesa dei Santi Filippo e Giacomo è la parrocchiale di Gavardo, in provincia e diocesi di Brescia; fa parte della zona pastorale della Morenica del Garda.

## Storia
La prima citazione di una chiesa a Gavardo è contenuta in due registri della Mensa vescovile risalenti al 1253; in un documento del 1300 s'apprende che questo edificio era di dimensioni troppo ristrette e che per questo il vescovo Berardo Maggi ne dispose l'ingrandimento, da attuarsi in concomitanza con la realizzazione del battistero.

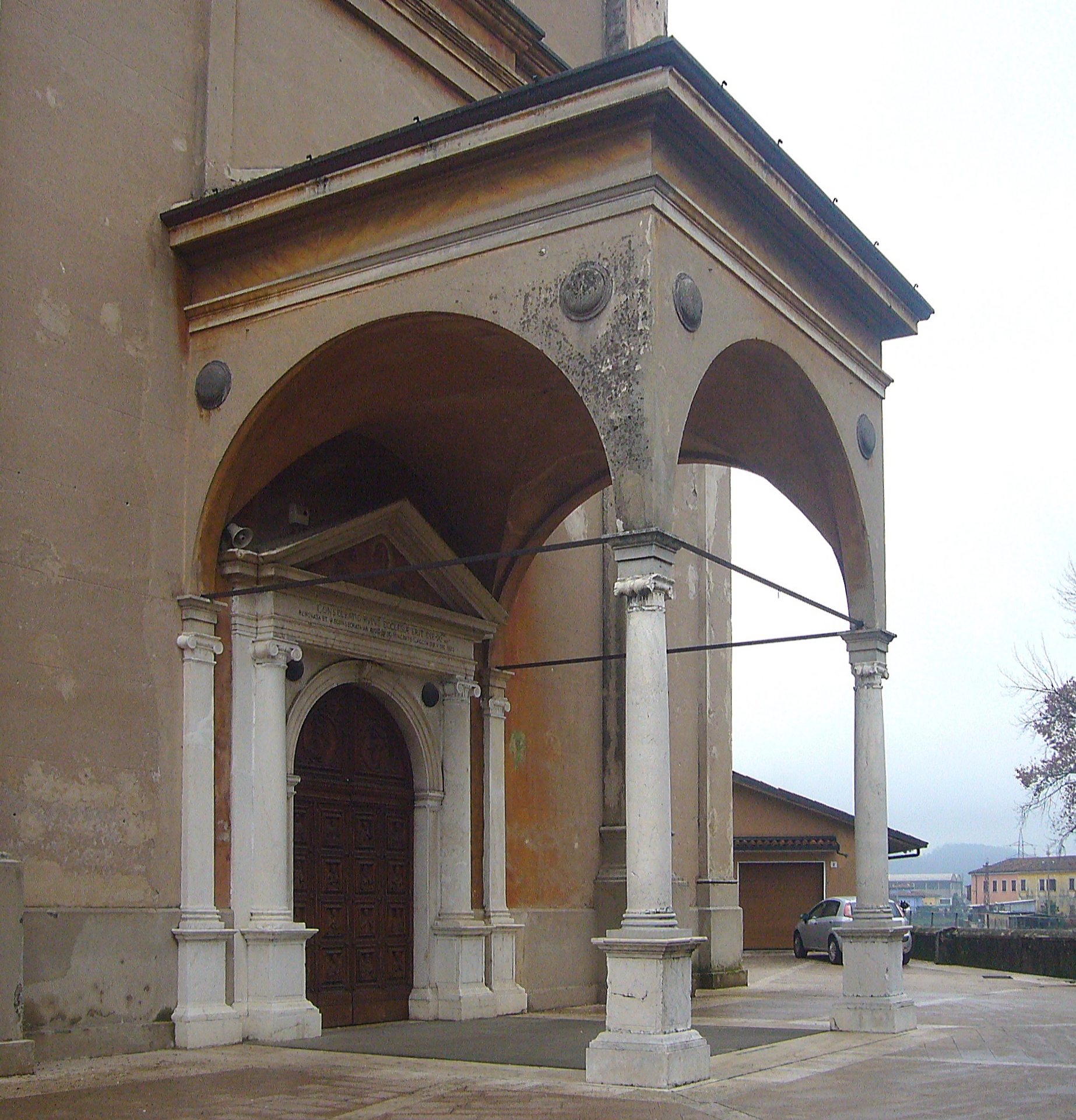
Il protiro

Il campanile, realizzato sulla base di un'antica torre medievale, è attestato a partire dal XVI secolo; nel 1537 la chiesa, dopo alcuni interventi di rimaneggiamento, venne riconsacrata.
Nel 1566 il vescovo Domenico Bollani, durante la sua visita pastorale, trovò che vi erano tre altari, saliti a quattro alcuni decenni dopo, come si legge in una relazione risalente al 1609.
Il portone in legno fu realizzato nel 1617 su commissione della Comunità Gavardese, mentre il portale in pietra e il protiro vennero costruiti nel Settecento.
Nel 1913 iniziarono i lavori di rifacimento della parrocchiale; l'edificio, che risultò al termine dell'opera notevolmente ampliato, venne ultimato nel 1915 e consacrato il 5 dicembre del medesimo anno dal vescovo Giacinto Gaggia.
Il nuovo pavimento della navata fu posto nel 1961 e nello stesso decennio la chiesa venne dotata dell'ambone e dell'altare postconciliare rivolto verso l'assemblea.

## Descrizione

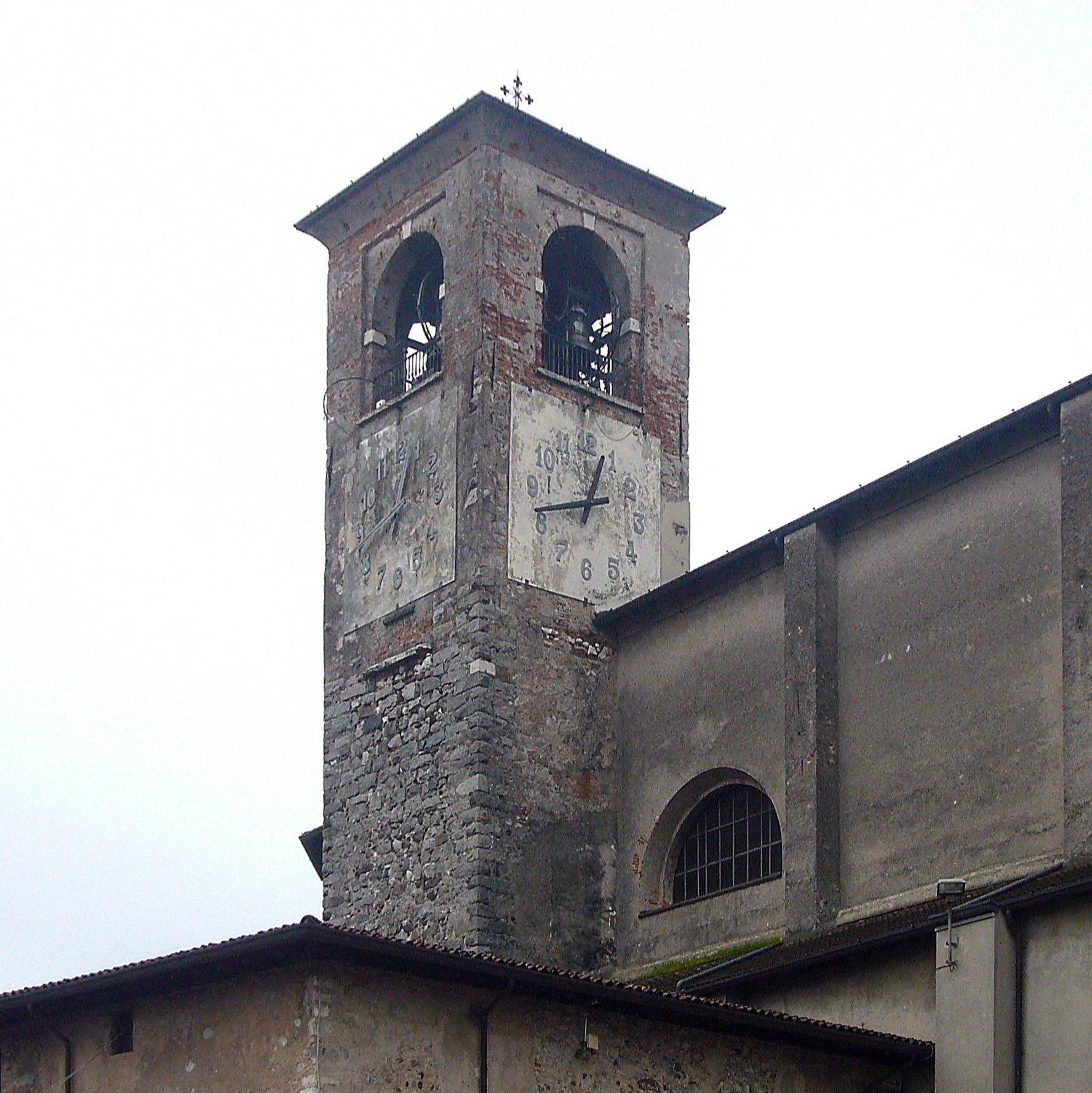
Campanile

### Esterno
La facciata a salienti della chiesa, rivolta a occidente, è suddivisa da una cornice marcapiano in due registri, entrambi scanditi da lesene; quello inferiore, affiancato dalle due strette ali laterali, presenta centralmente il portale d'ingresso, sormontato da un triangolare e protetto dal protiro, che si sorregge su colonnine, mentre quello superiore è caratterizzato dal rosone e coronato dal frontone.
Annesso alla parrocchiale è il campanile a pianta quadrata, la cui cella presenta una monofora per lato ed è coperta dal tetto a quattro falde.

### Interno
L'interno dell'edificio si compone di un'unica navata rettangolare, sulla quale si affacciano le quattro cappelle laterali, introdotte da archi a tutto sesto, e le cui pareti sono scandite da lesene d'ordine composito sorreggenti la trabeazione modanata e aggettante sulla quale s'imposta la volta a botte; al termine dell'aula si sviluppa il presbiterio, sopraelevato di alcuni gradini e chiuso dall'abside semicircolare.